# حشره‌خوار دم‌دراز آفریقای غربی
 حشره‌خوار دم‌دراز آفریقای غربی (نام علمی: Crocidura muricauda) نام یک گونه از سرده حشره‌خوارهای دندان‌سفید است.